# 日本NPOセンター
特定非営利活動法人日本NPOセンター（にほんエヌピーオーセンター）は、情報交流、人材開発、調査研究、政策提言などの活動を通じて、NPOの基盤強化を図るとともに、市民社会づくりの共同責任者としての企業や行政との新しいパートナーシップの確立をめざし、活動を行っているNPO法人。中間支援組織と呼ばれるNPOを支援するためのNPOである。

## 概要
1996年11月22日、NPO関係者の協力によって設立される。1999年5月31日に特定非営利活動法人、2011年6月16日に認定特定非営利活動法人となる。民間非営利セクターに関するインフラストラクチャー・オーガニゼーション（基盤的組織）として、日本におけるテックスープの運営など、NPOの社会的基盤の強化を図り、市民社会づくりの共同責任者としての企業や行政との新しいパートナーシップの確立をめざしている。
2014年度からの3年間、「タケダ・赤い羽根 広域避難者支援プログラム」の連携団体として、「団体助成」プログラムにて助成を受ける団体を対象に、組織の基盤強化を目的とした研修プログラムの提供、訪問支援、報告会開催等の協力を行った。
2022年11月、寄附募集に関する禁止規範の法制化議論（法人等による寄附の不当な勧誘の防止等に関する法律）についての意見を公開した。

## 主な役員など
- 代表理事：大島誠 - 特定非営利活動法人くびき野NPOサポートセンター理事
- 副代表理事：木内 真理子 - 特定非営利活動法人 ワールド・ビジョン・ジャパン 理事・事務局長
- 副代表理事：山崎宏 - 特定非営利活動法人 ホールアース自然学校 代表理事
- 常務理事：田尻佳史 - 専任
- 顧問：早瀬昇 - 大阪ボランティア協会理事長、国際協力NGOセンター理事、日本ファンドレイジング協会理事